# Гуру Рам Дас
Гуру Рам Дас (на пенджабски: ਗੁਰੂ ਰਾਮ ਦਾਸ, [gʊɾuː ɾaːmᵊ d̯aːsᵊ]) е индийски религиозен деец, четвъртият от десетимата гуру на сикхизма.
Роден е като Бхай Джетха на 24 септември 1534 година в Лахор в семейство на собственик на магазин от кастата хатри, но рано остава сирак. На 12 години става ученик на третия сикхски гуру Гуру Амар Дас, по-късно се жени за дъщеря му и накрая е обявен за негов наследник. Съдейства за развитието на организацията на сикхското движение и основава пръвоначално наречения на негово име град Рамдаспур, днешния главен култов център на сикхизма Амритсар.
Гуру Рам Дас умира на 1 септември 1581 година в Гоиндвал и е наследен от своя син Гуру Арджан.